# Hesperosaurus mjosi
Hesperosaurus mjosi es la única especie conocida del género extinto Hesperosaurus  (gr. "lagarto del oeste") de dinosaurio tireóforo estegosáurido, que vivió a finales del período Jurásico, hace aproximadamente 152 millones de años, en el Kimmeridgiense en lo que es hoy Norteamérica.

## Descripción
Hesperosaurus es un gran estegosáurido. En 2010, Gregory S. Paul estimó su longitud en 6,5 metros, el peso en 3,5 toneladas. En 2001 Carpenter dio un diagnóstico. Debido a su conclusión de que Hesperosaurus era más bien basal, en él se hicieron muchas comparaciones con el estegosáurido conocido como Huayangosaurus,  que perdió su relevancia una vez que quedó claro que la posición filogenética era, de hecho, bastante derivada. En 2008, Maidment indicó tres autapomorfías, la posesión de once vértebras traseras, la cuarta vértebra sacra no se fusiona con el sacro, las placas traseras que son más largas, de adelante hacia atrás, que altas. Maidment también proporcionó algunos rasgos en los que Hesperosaurus era más basal que Stegosaurus armatus. En el atlas, incluso en ejemplares adultos, los arcos neurales no están fusionados con el intercentro. Las postapofisis, los procesos de la articulación trasera, de las vértebras posteriores del cuello no sobresalen prominentemente hacia arriba. En las vértebras de la espalda, los arcos neurales, por encima del nivel del canal neural, no están especialmente alargados hacia arriba. En la región de la cadera hay tendones osificados presentes. Las costillas se expanden en sus extremos inferiores. Las espinas neurales de las vértebras de la cola no están bifurcadas. El extremo inferior del hueso púbico está expandido, en forma de cuchara en vista lateral.

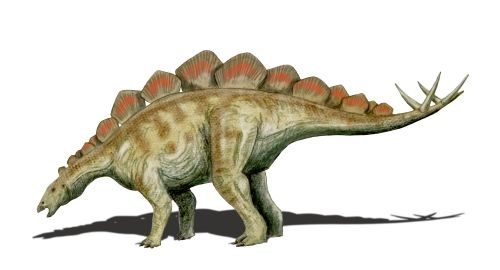
Recreación

Para Carpenter, este diagnóstico diferencial era problemático porque consideraba Stegosaurus armatus, la especie tipo de Stegosaurus, un nomen dubium y rechazaba el agrupamiento de Maidment de todos los norteamericanos. Material de Stegosaurus en una sola especie, cuya gran variabilidad hace que sea difícil establecer diferencias con Hesperosaurus. Consideró Stegosaurus stenops, el nombre dado históricamente a varios especímenes bien conservados, una especie separada y proporcionó un nuevo diagnóstico diferencial de Hesperosaurus en comparación con S. stenops. La fenestra antorbital es grande en lugar de muy pequeño. El maxilar es corto y profundo, la mitad de alto que el largo, en lugar de tener una altura de un tercio de la longitud. El basefenoide de la base del cráneo inferior es corta en lugar de larga. Trece vértebras del cuello están presentes en lugar de diez. Trece vértebras dorsales están presentes en lugar de diecisiete. Los dorsales medios tienen una forma basal al poseer un arco neural bajo en lugar de uno alto. Las costillas cervicales tienen extremos inferiores expandidos. En las vértebras de la cola delantera, las partes superiores de las espinas neurales están redondeadas en lugar de bifurcadas. El borde frontal de la hoja del hombro está sangrado en lugar de correr paralelo al borde trasero. La hoja frontal del ilion diverge fuertemente de lado en lugar de débilmente. La hoja trasera del ilion tiene una expansión en forma de botón en el extremo trasero. La parte frontal del proceso prepúbico tiene una expansión hacia arriba.
Las diversas descripciones publicadas de Hesperosaurus se contradicen entre sí debido a los cambios y diferencias en la interpretación. Originalmente, Carpenter reconstruyó los elementos desarticulados del cráneo en una cabeza muy convexa, modelando en la forma de Huayangosaurus. Las discrepancias en el recuento de vértebras se deben a la aplicación de diferentes criterios al problema de cuáles las vértebras cervicodorsales deben considerarse parte del cuello o la espalda. La forma exacta de las placas es difícil de determinar debido a la erosión. Paul consideraba que las placas del cuello estaban bajas, pero las placas posteriores eran más altas. También los especímenes de Aathal aún no están descritos. Una descripción completa de todo el material está en preparación por Octávio Mateus.
El número de dientes maxilares era veinte por lado, más bajo que el número con Stegosaurus. Carpenter los describió como similares a los dientes del Stegosaurus, aunque algo más grandes. Peter Malcolm Galton en 2007 estableció algunas diferencias: hay crestas verticales ásperas presentes en la parte superior de la corona, una por dentina; Los surcos finos en la superficie del diente están débilmente desarrollados.

### Osteodermose impresiones de la piel
Carpenter en 2001 identificó diez placas como parte del holotipo. Los describió como largas y bajas. Las bases asimétricas indicarían que corrían en dos filas. El extremo de la cola tenía un Thagomizer de dos pares de puntas, el par delantero era más grueso, el par trasero más delgado y más horizontalmente dirigido hacia atrás.
En 2012, un estudio histológico concluyó que estos osteodermos, osificaciones de la piel, de Hesperosaurus son esencialmente idénticos en estructura a los de Stegosaurus. Las exploraciones de CAT mostraron que las placas tienen paredes externas delgadas pero densas, rellenas de hueso esponjoso y grueso. El hueso muestra signos de haber sido remodelado durante un proceso de crecimiento metaplásico. Se observaron extensos canales arteriales largos y anchos. Las púas tienen paredes más gruesas y los huecos en el interior esponjoso son más pequeños. Un solo vaso sanguíneo grande corría a lo largo del eje longitudinal de la púa.

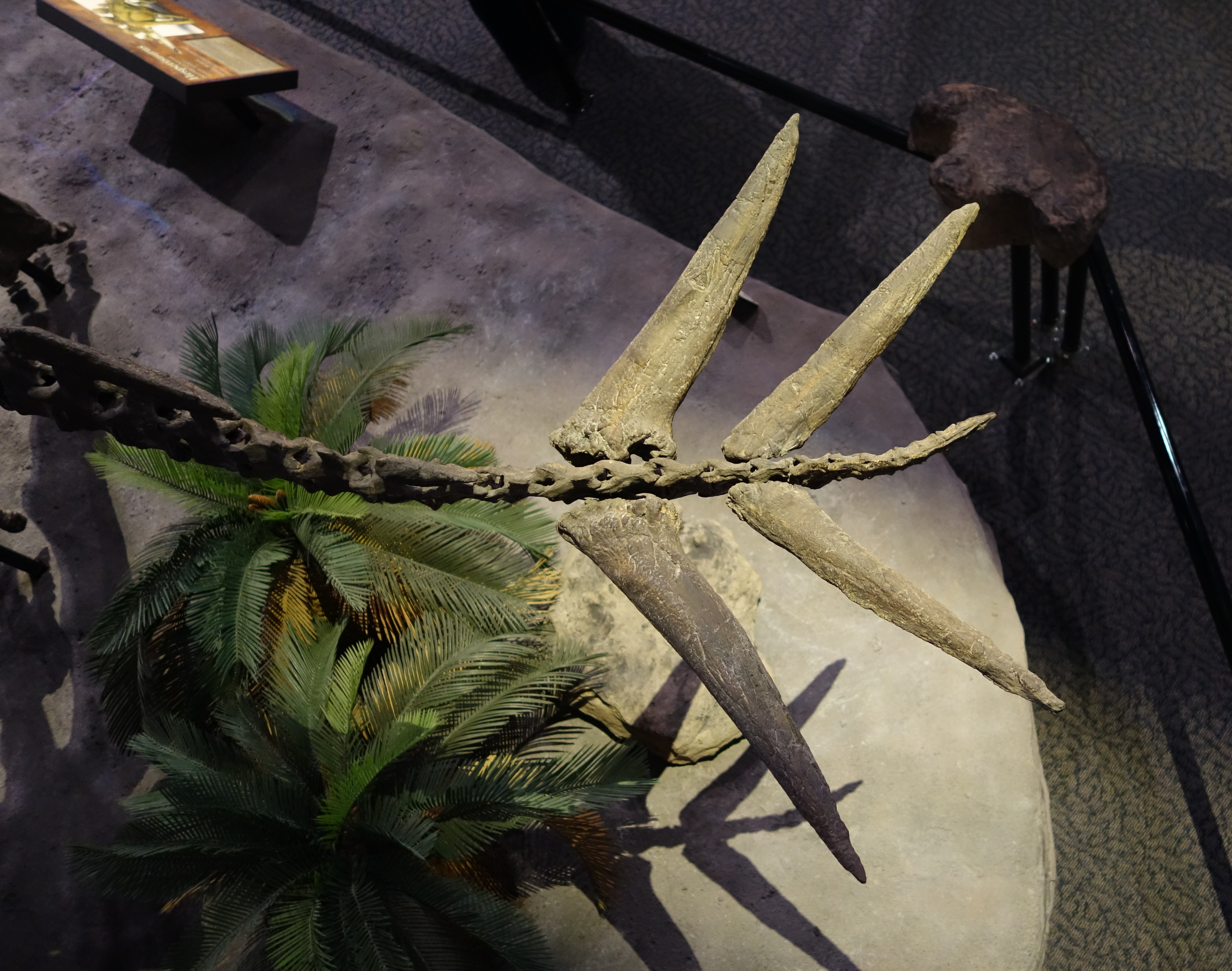
Detalle de Thagomizer

En 2010, se publicó un estudio sobre las partes blandas visibles con el espécimen "Victory". Se conservan impresiones de la piel en el sedimento circundante y los moldes naturales, donde los espacios dejados por la podredumbre de las partes blandas del cuerpo se han llenado de sedimento. Además, en algunas zonas está presente una capa negra, posiblemente compuesta por restos orgánicos o biopelículas bacterianas. Una parte del flanco inferior del tronco muestra filas de escamas pequeñas hexagonales, no superpuestas, convexas, de dos a siete milímetros de diámetro. Más arriba en el flanco son visibles dos estructuras de roseta con escalas centrales más grandes, una de veinte por diez milímetros de tamaño y la otra de diez por ocho milímetros. Aparte de las escalas, se ha encontrado una impresión del lado inferior de una placa posterior, que cubre unos doscientos centímetros cuadrados. Esto no muestra escamas, sino una superficie lisa con crestas verticales paralelas bajas. Como es una verdadera impresión, con la vida habrían estado presentes los surcos animales. Estos surcos habrían tenido aproximadamente medio milímetro de profundidad y estar separados aproximadamente dos milímetros. 
La impresión probablemente representó la vaina de cuerno de la placa, como se confirmaría por trazas verticales de venas. Es la primera prueba directa de tales envolturas con cualquier estegosáurido. El estudio consideró que la presencia de una vaina era un fuerte indicio de que la placa tenía principalmente una función defensiva, ya que una capa de cuerno habría fortalecido la placa en su conjunto y le habría proporcionado bordes afilados. Además, la función de visualización se habría reforzado, ya que la vaina habría aumentado la superficie visible y tales estructuras de bocina a menudo tienen colores brillantes. Por otro lado, la termorregulación, otro rol a menudo asumido de las placas, se habría visto obstaculizada por una capa aislante adicional y la suavidad de la superficie, pero no se puede descartar por completo, ya que el ganado y los patos utilizan cuernos y picos para descargar el exceso de calor A pesar de la cubierta del cuerno. El estudio consideró que la presencia de una vaina era un fuerte indicio de que la placa tenía principalmente una función defensiva, ya que una capa de cuerno habría fortalecido la placa en su conjunto y le habría proporcionado bordes afilados. Además, la función de visualización se habría reforzado, ya que la vaina habría aumentado la superficie visible y tales estructuras de bocina a menudo tienen colores brillantes.

## Descubrimiento e investigación
En 1985, el cazador de fósiles Patrick McSherry, en el rancho de S.B. Smith en el condado de Johnson, Wyoming, encontró los restos de un estegosáurido.  Ya que tuvo dificultades para obtener el espécimen debido a la matriz de roca dura, buscó la ayuda de Ronald G. Mjos y Jeff Parker de Western Paleontological Laboratories, Inc. Ellos, a su vez, cooperaron con el paleontólogo Dee Hall de la Universidad Brigham Young. Al principio, se asumió que representaba un ejemplar de Stegosaurus. Sin embargo, Clifford Miles, mientras preparaba los restos, reconoció que pertenecían a una especie nueva para la ciencia. La especie tipo Hesperosaurus mjosi fue nombrada y descrita en 2001 por Kenneth Carpenter , Clifford Miles y Karen Cloward. El nombre genérico se deriva del griego ἕσπερος, hesperos , "oeste", en referencia a su ubicación en el oeste de los Estados Unidos. El nombre específico honra a Mjos, quien, además de su participación en el proceso de recopilación y preparación del holotipo, también un molde con el número de inventario DMNH 29431 en el Museo de Historia Natural de Denver.

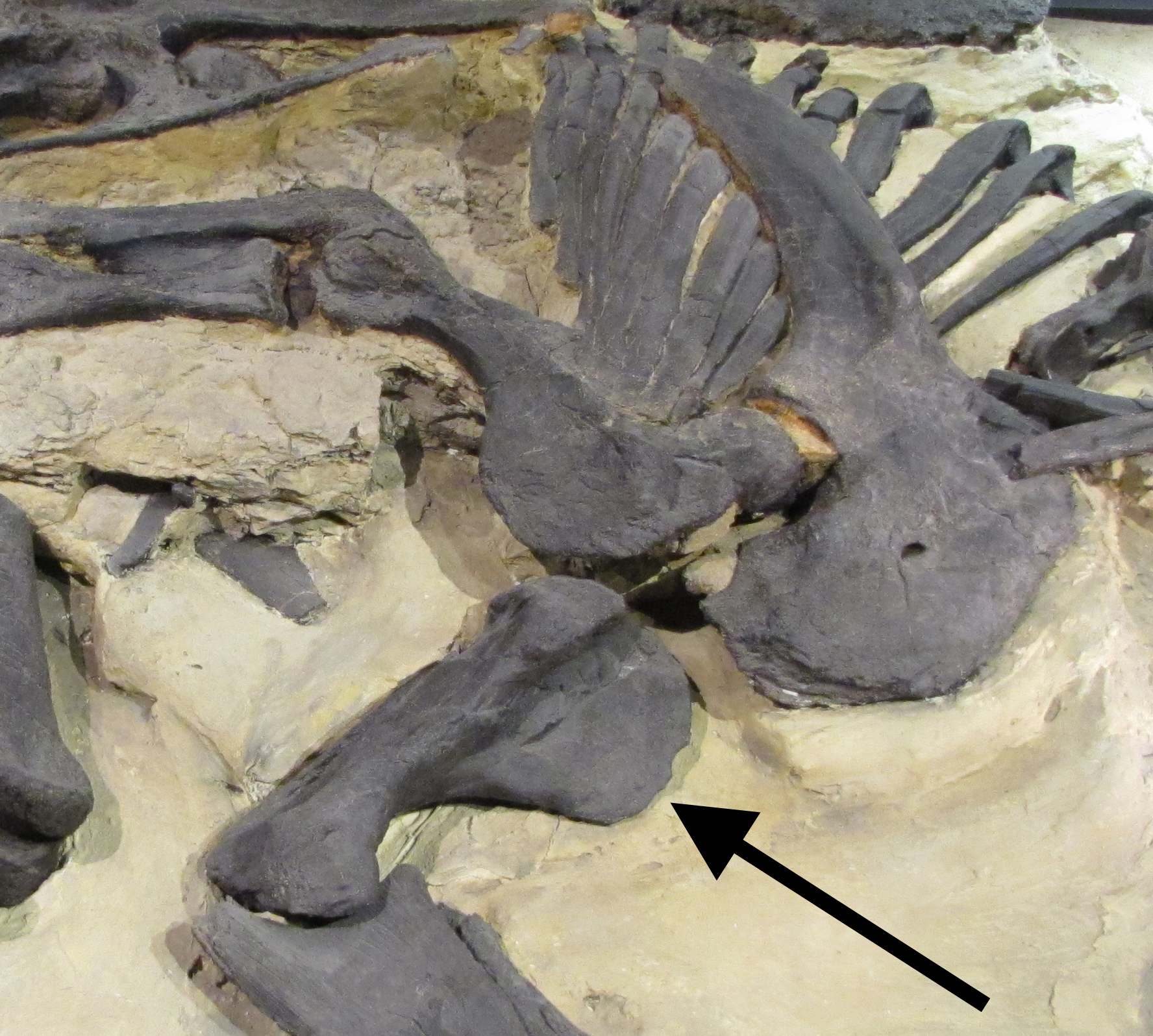
Cresta deltopectoral del espécimen "Lilly".

El holotipo , HMNH 001, más tarde HMNS 14, se encontró en el miembro de Windy Hill, zona estratigráfica 1 de la Formación Morrison inferior, que data del Kimmeridgiense temprano, aproximadamente 156 millones de años. En 2001, representaba al más antiguo estegosaurio estadounidense conocido. Consiste en un cráneo casi completo y gran parte del esqueleto. Incluye los elementos desarticulados del cráneo, las mandíbulas inferiores posteriores, un hioides, trece vértebras del cuello, trece vértebras traseras, tres sacros, cuarenta y cuatro vértebras de la cola, costillas del cuello, costillas dorsales, cheurones, una escapula del hombro izquierdo, una pelvis completa, tendones osificados y diez placas del cuello y la espalda. El esqueleto estaba parcialmente articulado y, en vista de las fracturas curadas, pertenece a un individuo adulto. Fue comprado por el Museo de Ciencias Naturales de Hayashibara en Okayama.
A partir de 1995, en la cantera Howe-Stephens en el condado de Big Horn, Wyoming, el nombre de la ubicación histórica del rancho Howe, una vez explorada por Barnum Brown y el nuevo propietario Press Stephens, el paleontólogo suizo Hans Jacob Siber excavó especímenes de estegosáuridos. El primero fue SMA 3074-FV01, también identificado como SMA M04, un esqueleto parcial denominado "Moritz" por "Max und Moritz" como un esqueleto del saurópodo Galeamopus del sitio, que anteriormente se había apodado "Max". Entre 1996 y 1997, se descubrió el espécimen SMA 0018, también denominado erróneamente SMA V03, apodado "Victory" por la sensación de victoria que sintió el equipo explorador cuando descubrieron el Allosaurus."Big Al dos" después de que el "Big Al" original había sido confiscado como propiedad federal. Representa un esqueleto bastante completo con cráneo, que también conserva las impresiones de la piel y la vaina de queratina. Un tercer espécimen fue encontrado en 2002, SMA L02, apodada "Lilly" por las hermanas Nicola y Rabea Lillich que asistieran a las excavaciones como voluntarias. Los especímenes forman parte de la colección del Museo de Dinosaurios Aathal en Suiza. Al principio se consideraban ejemplares de Stegosaurus. En 2009, inicialmente solo "Moritz" y "Lilly" se reclasificaron como Hesperosaurus mjosi cf.. En 2010, "Victoria" fue referida a Hesperosaurus mjosi por Nicolai Christiansen y Emanuel Tschopp. En 2015, se informaron especímenes adicionales, una concentración de al menos cinco individuos descubiertos en la cantera JRDI 5ES cerca de Grass Range, Montana y dos individuos encontrados en la cantera Meilyn en Como Bluff. En 2018, se describió un nuevo espécimen de H. mjosi de Montana.

## Clasificación
Carpenter había concluido originalmente que Hesperosaurus era un estegosáurido bastante basal. Sin embargo, Susannah Maidment y sus colegas en 2008 publicaron un estudio filogenético más extenso en el que se recuperó como una forma derivada, estrechamente relacionada con Stegosaurus y Wuerhosaurus. Propusieron que Hesperosaurus se considerara una especie de Stegosaurus , con Hesperosaurus mjosi convirtiéndose en Stegosaurus mjosi, al mismo tiempo, Wuerhosaurus pasó a llamarse Stegosaurus homheni. Carpenter, considerando el problema más de una naturaleza filosófica que científica, rechazó en 2010 la sinonimia de Hesperosaurus con Stegosaurus, afirmando que, en su opinión, Hesperosaurus era lo suficientemente diferente de Stegosaurus para ser nombrado un género separado. Christiansen et al. en 2010 juzgado de la misma manera. En 2017, Raven y Maidment reconocieron tanto a Miragaia como a Hesperosaurus como géneros distintos de Stegosaurus.

### Filogenia

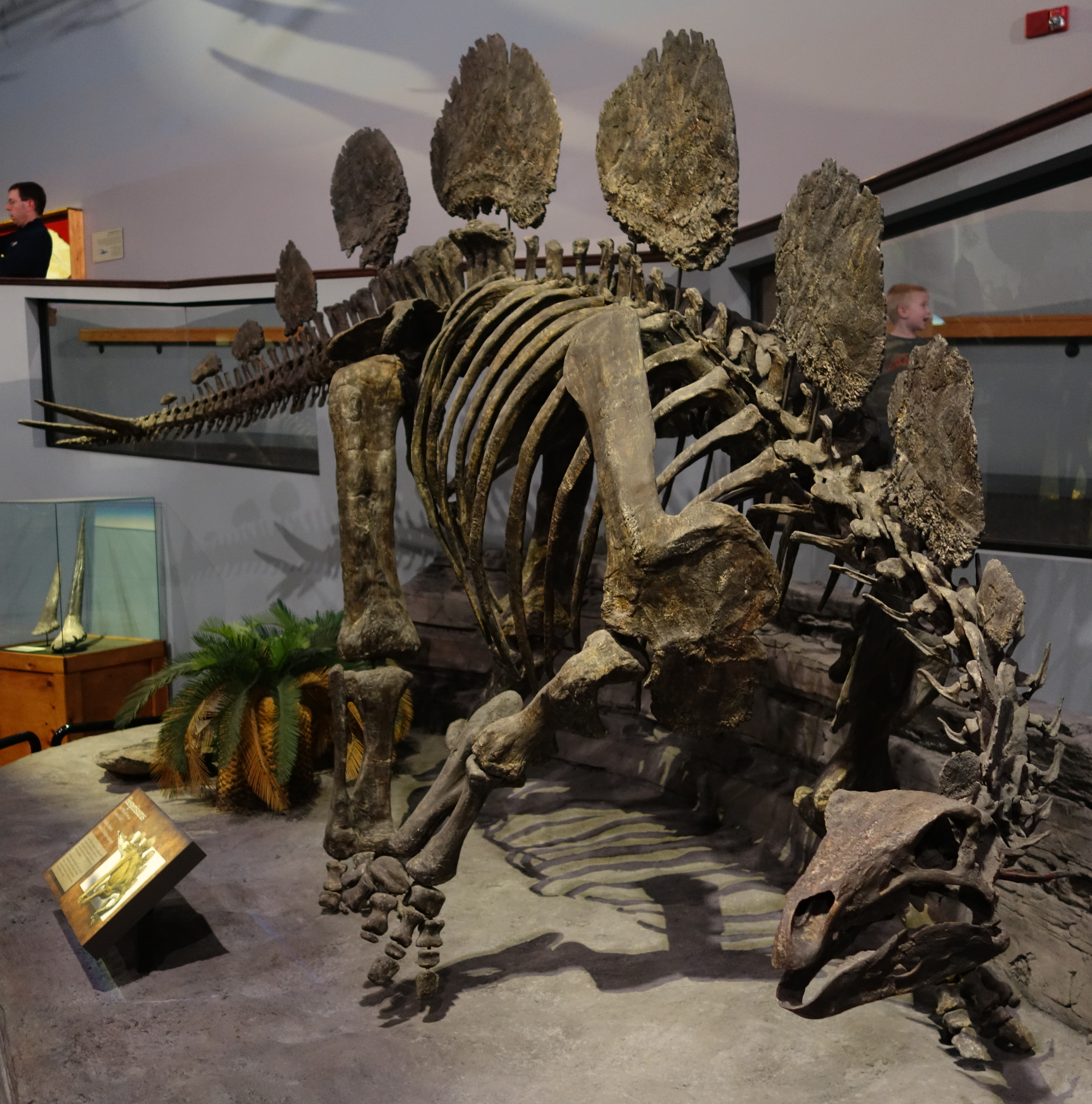
Esqueleto en vista frontal

En 2001, Carpenter realizó un análisis cladístico que mostraba que Hesperosaurus era más bien basal y relacionado con Dacentrurus, aunque Carpenter era consciente de que su análisis tenía un alcance limitado.
|  | Wuerhosaurus                                                  |
|  |                                                               |
|  | \| \| Dacentrurus \| \| \| \| \| \| Hesperosaurus \| \| \| \| |
|  |                                                               |
|  | Dacentrurus                                                   |
|  |                                                               |
|  | Hesperosaurus                                                 |
|  |                                                               |

|  | Dacentrurus   |
|  |               |
|  | Hesperosaurus |
|  |               |

|  | Kentrosaurus |
|  |              |
|  | Lexovisaurus |
|  |              |

|  | Stegosaurus stenops   |
|  |                       |
|  | Stegosaurus ungulatus |
|  |                       |

|  | Kentrosaurus |
|  |              |
|  | Lexovisaurus |
|  |              |

|  | Stegosaurus stenops   |
|  |                       |
|  | Stegosaurus ungulatus |
|  |                       |

|  | Kentrosaurus |
|  |              |
|  | Lexovisaurus |
|  |              |

|  | Stegosaurus stenops   |
|  |                       |
|  | Stegosaurus ungulatus |
|  |                       |

|  | Kentrosaurus |
|  |              |
|  | Lexovisaurus |
|  |              |

|  | Stegosaurus stenops   |
|  |                       |
|  | Stegosaurus ungulatus |
|  |                       |

|  | Wuerhosaurus                                                  |
|  |                                                               |
|  | \| \| Dacentrurus \| \| \| \| \| \| Hesperosaurus \| \| \| \| |
|  |                                                               |
|  | Dacentrurus                                                   |
|  |                                                               |
|  | Hesperosaurus                                                 |
|  |                                                               |

|  | Dacentrurus   |
|  |               |
|  | Hesperosaurus |
|  |               |

|  | Kentrosaurus |
|  |              |
|  | Lexovisaurus |
|  |              |

|  | Stegosaurus stenops   |
|  |                       |
|  | Stegosaurus ungulatus |
|  |                       |

|  | Kentrosaurus |
|  |              |
|  | Lexovisaurus |
|  |              |

|  | Stegosaurus stenops   |
|  |                       |
|  | Stegosaurus ungulatus |
|  |                       |

|  | Kentrosaurus |
|  |              |
|  | Lexovisaurus |
|  |              |

|  | Stegosaurus stenops   |
|  |                       |
|  | Stegosaurus ungulatus |
|  |                       |

|  | Kentrosaurus |
|  |              |
|  | Lexovisaurus |
|  |              |

|  | Stegosaurus stenops   |
|  |                       |
|  | Stegosaurus ungulatus |
|  |                       |

|  | Wuerhosaurus                                                  |
|  |                                                               |
|  | \| \| Dacentrurus \| \| \| \| \| \| Hesperosaurus \| \| \| \| |
|  |                                                               |
|  | Dacentrurus                                                   |
|  |                                                               |
|  | Hesperosaurus                                                 |
|  |                                                               |

|  | Dacentrurus   |
|  |               |
|  | Hesperosaurus |
|  |               |

|  | Kentrosaurus |
|  |              |
|  | Lexovisaurus |
|  |              |

|  | Stegosaurus stenops   |
|  |                       |
|  | Stegosaurus ungulatus |
|  |                       |

|  | Kentrosaurus |
|  |              |
|  | Lexovisaurus |
|  |              |

|  | Stegosaurus stenops   |
|  |                       |
|  | Stegosaurus ungulatus |
|  |                       |

|  | Kentrosaurus |
|  |              |
|  | Lexovisaurus |
|  |              |

|  | Stegosaurus stenops   |
|  |                       |
|  | Stegosaurus ungulatus |
|  |                       |

|  | Kentrosaurus |
|  |              |
|  | Lexovisaurus |
|  |              |

|  | Stegosaurus stenops   |
|  |                       |
|  | Stegosaurus ungulatus |
|  |                       |

|  | Wuerhosaurus                                                  |
|  |                                                               |
|  | \| \| Dacentrurus \| \| \| \| \| \| Hesperosaurus \| \| \| \| |
|  |                                                               |
|  | Dacentrurus                                                   |
|  |                                                               |
|  | Hesperosaurus                                                 |
|  |                                                               |

|  | Dacentrurus   |
|  |               |
|  | Hesperosaurus |
|  |               |

|  | Kentrosaurus |
|  |              |
|  | Lexovisaurus |
|  |              |

|  | Stegosaurus stenops   |
|  |                       |
|  | Stegosaurus ungulatus |
|  |                       |

|  | Kentrosaurus |
|  |              |
|  | Lexovisaurus |
|  |              |

|  | Stegosaurus stenops   |
|  |                       |
|  | Stegosaurus ungulatus |
|  |                       |

|  | Kentrosaurus |
|  |              |
|  | Lexovisaurus |
|  |              |

|  | Stegosaurus stenops   |
|  |                       |
|  | Stegosaurus ungulatus |
|  |                       |

|  | Kentrosaurus |
|  |              |
|  | Lexovisaurus |
|  |              |

|  | Stegosaurus stenops   |
|  |                       |
|  | Stegosaurus ungulatus |
|  |                       |

|  | Wuerhosaurus                                                  |
|  |                                                               |
|  | \| \| Dacentrurus \| \| \| \| \| \| Hesperosaurus \| \| \| \| |
|  |                                                               |
|  | Dacentrurus                                                   |
|  |                                                               |
|  | Hesperosaurus                                                 |
|  |                                                               |

|  | Dacentrurus   |
|  |               |
|  | Hesperosaurus |
|  |               |

|  | Kentrosaurus |
|  |              |
|  | Lexovisaurus |
|  |              |

|  | Stegosaurus stenops   |
|  |                       |
|  | Stegosaurus ungulatus |
|  |                       |

|  | Kentrosaurus |
|  |              |
|  | Lexovisaurus |
|  |              |

|  | Stegosaurus stenops   |
|  |                       |
|  | Stegosaurus ungulatus |
|  |                       |

|  | Kentrosaurus |
|  |              |
|  | Lexovisaurus |
|  |              |

|  | Stegosaurus stenops   |
|  |                       |
|  | Stegosaurus ungulatus |
|  |                       |

|  | Kentrosaurus |
|  |              |
|  | Lexovisaurus |
|  |              |

|  | Stegosaurus stenops   |
|  |                       |
|  | Stegosaurus ungulatus |
|  |                       |

|  | Wuerhosaurus                                                  |
|  |                                                               |
|  | \| \| Dacentrurus \| \| \| \| \| \| Hesperosaurus \| \| \| \| |
|  |                                                               |
|  | Dacentrurus                                                   |
|  |                                                               |
|  | Hesperosaurus                                                 |
|  |                                                               |

|  | Dacentrurus   |
|  |               |
|  | Hesperosaurus |
|  |               |

|  | Kentrosaurus |
|  |              |
|  | Lexovisaurus |
|  |              |

|  | Stegosaurus stenops   |
|  |                       |
|  | Stegosaurus ungulatus |
|  |                       |

|  | Kentrosaurus |
|  |              |
|  | Lexovisaurus |
|  |              |

|  | Stegosaurus stenops   |
|  |                       |
|  | Stegosaurus ungulatus |
|  |                       |

|  | Kentrosaurus |
|  |              |
|  | Lexovisaurus |
|  |              |

|  | Stegosaurus stenops   |
|  |                       |
|  | Stegosaurus ungulatus |
|  |                       |

|  | Kentrosaurus |
|  |              |
|  | Lexovisaurus |
|  |              |

|  | Stegosaurus stenops   |
|  |                       |
|  | Stegosaurus ungulatus |
|  |                       |

|  | Wuerhosaurus                                                  |
|  |                                                               |
|  | \| \| Dacentrurus \| \| \| \| \| \| Hesperosaurus \| \| \| \| |
|  |                                                               |
|  | Dacentrurus                                                   |
|  |                                                               |
|  | Hesperosaurus                                                 |
|  |                                                               |

|  | Dacentrurus   |
|  |               |
|  | Hesperosaurus |
|  |               |

|  | Kentrosaurus |
|  |              |
|  | Lexovisaurus |
|  |              |

|  | Stegosaurus stenops   |
|  |                       |
|  | Stegosaurus ungulatus |
|  |                       |

|  | Kentrosaurus |
|  |              |
|  | Lexovisaurus |
|  |              |

|  | Stegosaurus stenops   |
|  |                       |
|  | Stegosaurus ungulatus |
|  |                       |

|  | Kentrosaurus |
|  |              |
|  | Lexovisaurus |
|  |              |

|  | Stegosaurus stenops   |
|  |                       |
|  | Stegosaurus ungulatus |
|  |                       |

|  | Kentrosaurus |
|  |              |
|  | Lexovisaurus |
|  |              |

|  | Stegosaurus stenops   |
|  |                       |
|  | Stegosaurus ungulatus |
|  |                       |

|  | Wuerhosaurus                                                  |
|  |                                                               |
|  | \| \| Dacentrurus \| \| \| \| \| \| Hesperosaurus \| \| \| \| |
|  |                                                               |
|  | Dacentrurus                                                   |
|  |                                                               |
|  | Hesperosaurus                                                 |
|  |                                                               |

|  | Dacentrurus   |
|  |               |
|  | Hesperosaurus |
|  |               |

|  | Kentrosaurus |
|  |              |
|  | Lexovisaurus |
|  |              |

|  | Stegosaurus stenops   |
|  |                       |
|  | Stegosaurus ungulatus |
|  |                       |

|  | Kentrosaurus |
|  |              |
|  | Lexovisaurus |
|  |              |

|  | Stegosaurus stenops   |
|  |                       |
|  | Stegosaurus ungulatus |
|  |                       |

|  | Kentrosaurus |
|  |              |
|  | Lexovisaurus |
|  |              |

|  | Stegosaurus stenops   |
|  |                       |
|  | Stegosaurus ungulatus |
|  |                       |

|  | Kentrosaurus |
|  |              |
|  | Lexovisaurus |
|  |              |

|  | Stegosaurus stenops   |
|  |                       |
|  | Stegosaurus ungulatus |
|  |                       |

|  | Wuerhosaurus                                                  |
|  |                                                               |
|  | \| \| Dacentrurus \| \| \| \| \| \| Hesperosaurus \| \| \| \| |
|  |                                                               |
|  | Dacentrurus                                                   |
|  |                                                               |
|  | Hesperosaurus                                                 |
|  |                                                               |

|  | Dacentrurus   |
|  |               |
|  | Hesperosaurus |
|  |               |

|  | Kentrosaurus |
|  |              |
|  | Lexovisaurus |
|  |              |

|  | Stegosaurus stenops   |
|  |                       |
|  | Stegosaurus ungulatus |
|  |                       |

|  | Kentrosaurus |
|  |              |
|  | Lexovisaurus |
|  |              |

|  | Stegosaurus stenops   |
|  |                       |
|  | Stegosaurus ungulatus |
|  |                       |

|  | Kentrosaurus |
|  |              |
|  | Lexovisaurus |
|  |              |

|  | Stegosaurus stenops   |
|  |                       |
|  | Stegosaurus ungulatus |
|  |                       |

|  | Kentrosaurus |
|  |              |
|  | Lexovisaurus |
|  |              |

|  | Stegosaurus stenops   |
|  |                       |
|  | Stegosaurus ungulatus |
|  |                       |

|  | Wuerhosaurus                                                  |
|  |                                                               |
|  | \| \| Dacentrurus \| \| \| \| \| \| Hesperosaurus \| \| \| \| |
|  |                                                               |
|  | Dacentrurus                                                   |
|  |                                                               |
|  | Hesperosaurus                                                 |
|  |                                                               |

|  | Dacentrurus   |
|  |               |
|  | Hesperosaurus |
|  |               |

|  | Kentrosaurus |
|  |              |
|  | Lexovisaurus |
|  |              |

|  | Stegosaurus stenops   |
|  |                       |
|  | Stegosaurus ungulatus |
|  |                       |

|  | Kentrosaurus |
|  |              |
|  | Lexovisaurus |
|  |              |

|  | Stegosaurus stenops   |
|  |                       |
|  | Stegosaurus ungulatus |
|  |                       |

|  | Kentrosaurus |
|  |              |
|  | Lexovisaurus |
|  |              |

|  | Stegosaurus stenops   |
|  |                       |
|  | Stegosaurus ungulatus |
|  |                       |

|  | Kentrosaurus |
|  |              |
|  | Lexovisaurus |
|  |              |

|  | Stegosaurus stenops   |
|  |                       |
|  | Stegosaurus ungulatus |
|  |                       |

|  | Wuerhosaurus                                                  |
|  |                                                               |
|  | \| \| Dacentrurus \| \| \| \| \| \| Hesperosaurus \| \| \| \| |
|  |                                                               |
|  | Dacentrurus                                                   |
|  |                                                               |
|  | Hesperosaurus                                                 |
|  |                                                               |

|  | Dacentrurus   |
|  |               |
|  | Hesperosaurus |
|  |               |

|  | Kentrosaurus |
|  |              |
|  | Lexovisaurus |
|  |              |

|  | Stegosaurus stenops   |
|  |                       |
|  | Stegosaurus ungulatus |
|  |                       |

|  | Kentrosaurus |
|  |              |
|  | Lexovisaurus |
|  |              |

|  | Stegosaurus stenops   |
|  |                       |
|  | Stegosaurus ungulatus |
|  |                       |

|  | Kentrosaurus |
|  |              |
|  | Lexovisaurus |
|  |              |

|  | Stegosaurus stenops   |
|  |                       |
|  | Stegosaurus ungulatus |
|  |                       |

|  | Kentrosaurus |
|  |              |
|  | Lexovisaurus |
|  |              |

|  | Stegosaurus stenops   |
|  |                       |
|  | Stegosaurus ungulatus |
|  |                       |

|  | Wuerhosaurus                                                  |
|  |                                                               |
|  | \| \| Dacentrurus \| \| \| \| \| \| Hesperosaurus \| \| \| \| |
|  |                                                               |
|  | Dacentrurus                                                   |
|  |                                                               |
|  | Hesperosaurus                                                 |
|  |                                                               |

|  | Dacentrurus   |
|  |               |
|  | Hesperosaurus |
|  |               |

|  | Kentrosaurus |
|  |              |
|  | Lexovisaurus |
|  |              |

|  | Stegosaurus stenops   |
|  |                       |
|  | Stegosaurus ungulatus |
|  |                       |

|  | Kentrosaurus |
|  |              |
|  | Lexovisaurus |
|  |              |

|  | Stegosaurus stenops   |
|  |                       |
|  | Stegosaurus ungulatus |
|  |                       |

|  | Kentrosaurus |
|  |              |
|  | Lexovisaurus |
|  |              |

|  | Stegosaurus stenops   |
|  |                       |
|  | Stegosaurus ungulatus |
|  |                       |

|  | Kentrosaurus |
|  |              |
|  | Lexovisaurus |
|  |              |

|  | Stegosaurus stenops   |
|  |                       |
|  | Stegosaurus ungulatus |
|  |                       |

|  | Wuerhosaurus                                                  |
|  |                                                               |
|  | \| \| Dacentrurus \| \| \| \| \| \| Hesperosaurus \| \| \| \| |
|  |                                                               |
|  | Dacentrurus                                                   |
|  |                                                               |
|  | Hesperosaurus                                                 |
|  |                                                               |

|  | Dacentrurus   |
|  |               |
|  | Hesperosaurus |
|  |               |

|  | Kentrosaurus |
|  |              |
|  | Lexovisaurus |
|  |              |

|  | Stegosaurus stenops   |
|  |                       |
|  | Stegosaurus ungulatus |
|  |                       |

|  | Kentrosaurus |
|  |              |
|  | Lexovisaurus |
|  |              |

|  | Stegosaurus stenops   |
|  |                       |
|  | Stegosaurus ungulatus |
|  |                       |

|  | Kentrosaurus |
|  |              |
|  | Lexovisaurus |
|  |              |

|  | Stegosaurus stenops   |
|  |                       |
|  | Stegosaurus ungulatus |
|  |                       |

|  | Kentrosaurus |
|  |              |
|  | Lexovisaurus |
|  |              |

|  | Stegosaurus stenops   |
|  |                       |
|  | Stegosaurus ungulatus |
|  |                       |

|  | Wuerhosaurus                                                  |
|  |                                                               |
|  | \| \| Dacentrurus \| \| \| \| \| \| Hesperosaurus \| \| \| \| |
|  |                                                               |
|  | Dacentrurus                                                   |
|  |                                                               |
|  | Hesperosaurus                                                 |
|  |                                                               |

|  | Dacentrurus   |
|  |               |
|  | Hesperosaurus |
|  |               |

|  | Kentrosaurus |
|  |              |
|  | Lexovisaurus |
|  |              |

|  | Stegosaurus stenops   |
|  |                       |
|  | Stegosaurus ungulatus |
|  |                       |

|  | Kentrosaurus |
|  |              |
|  | Lexovisaurus |
|  |              |

|  | Stegosaurus stenops   |
|  |                       |
|  | Stegosaurus ungulatus |
|  |                       |

|  | Kentrosaurus |
|  |              |
|  | Lexovisaurus |
|  |              |

|  | Stegosaurus stenops   |
|  |                       |
|  | Stegosaurus ungulatus |
|  |                       |

|  | Kentrosaurus |
|  |              |
|  | Lexovisaurus |
|  |              |

|  | Stegosaurus stenops   |
|  |                       |
|  | Stegosaurus ungulatus |
|  |                       |

|  | Wuerhosaurus                                                  |
|  |                                                               |
|  | \| \| Dacentrurus \| \| \| \| \| \| Hesperosaurus \| \| \| \| |
|  |                                                               |
|  | Dacentrurus                                                   |
|  |                                                               |
|  | Hesperosaurus                                                 |
|  |                                                               |

|  | Dacentrurus   |
|  |               |
|  | Hesperosaurus |
|  |               |

|  | Kentrosaurus |
|  |              |
|  | Lexovisaurus |
|  |              |

|  | Stegosaurus stenops   |
|  |                       |
|  | Stegosaurus ungulatus |
|  |                       |

|  | Kentrosaurus |
|  |              |
|  | Lexovisaurus |
|  |              |

|  | Stegosaurus stenops   |
|  |                       |
|  | Stegosaurus ungulatus |
|  |                       |

|  | Kentrosaurus |
|  |              |
|  | Lexovisaurus |
|  |              |

|  | Stegosaurus stenops   |
|  |                       |
|  | Stegosaurus ungulatus |
|  |                       |

|  | Kentrosaurus |
|  |              |
|  | Lexovisaurus |
|  |              |

|  | Stegosaurus stenops   |
|  |                       |
|  | Stegosaurus ungulatus |
|  |                       |

|  | Wuerhosaurus                                                  |
|  |                                                               |
|  | \| \| Dacentrurus \| \| \| \| \| \| Hesperosaurus \| \| \| \| |
|  |                                                               |
|  | Dacentrurus                                                   |
|  |                                                               |
|  | Hesperosaurus                                                 |
|  |                                                               |

|  | Dacentrurus   |
|  |               |
|  | Hesperosaurus |
|  |               |

|  | Kentrosaurus |
|  |              |
|  | Lexovisaurus |
|  |              |

|  | Stegosaurus stenops   |
|  |                       |
|  | Stegosaurus ungulatus |
|  |                       |

|  | Kentrosaurus |
|  |              |
|  | Lexovisaurus |
|  |              |

|  | Stegosaurus stenops   |
|  |                       |
|  | Stegosaurus ungulatus |
|  |                       |

|  | Kentrosaurus |
|  |              |
|  | Lexovisaurus |
|  |              |

|  | Stegosaurus stenops   |
|  |                       |
|  | Stegosaurus ungulatus |
|  |                       |

|  | Kentrosaurus |
|  |              |
|  | Lexovisaurus |
|  |              |

|  | Stegosaurus stenops   |
|  |                       |
|  | Stegosaurus ungulatus |
|  |                       |

Estudios filogenéticos más extensos realizados por Maidment recuperaron Hesperosaurus como un estegosáurido muy derivado y la especie hermana de Wuerhosaurus. La posición de Hesperosaurus en el árbol evolutivo de estegosáuridos según un estudio de 2009 se muestra en este cladograma.

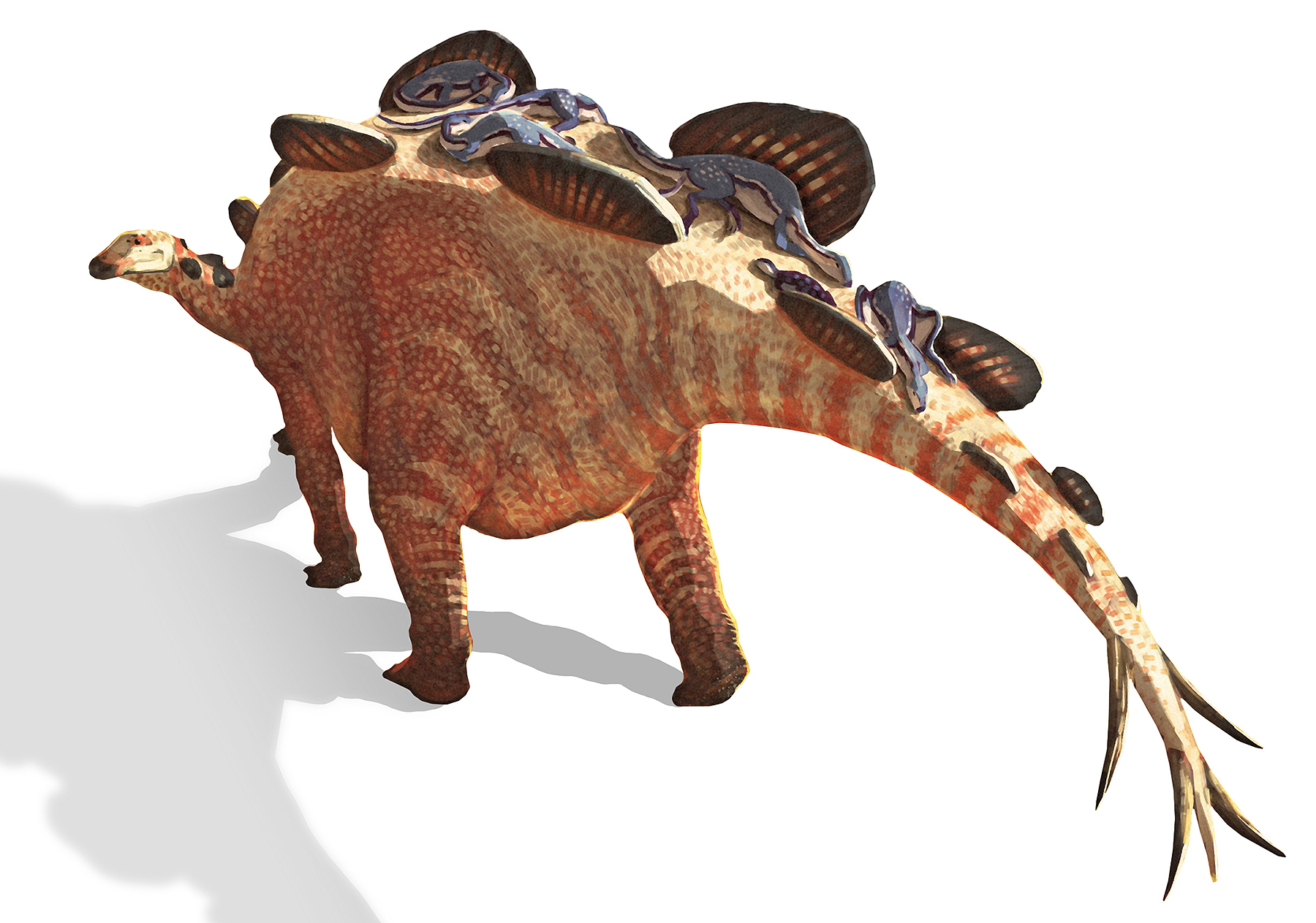
Hesperosaurus & Othnielia

|  | Dacentrurus |
|  |             |
|  | Miragaia    |
|  |             |

|  | Stegosaurus                                                                                                |
|  | |
|  | \| \| Wuerhosaurus (=Stegosaurus homheni) \| \| \| \| \| \| Hesperosaurus (=Stegosaurus mjosi) \| \| \| \| |
|  | |
|  | Wuerhosaurus (=Stegosaurus homheni)                                                                        |
|  | |
|  | Hesperosaurus (=Stegosaurus mjosi)                                                                         |
|  | |

|  | Wuerhosaurus (=Stegosaurus homheni) |
|  |                                     |
|  | Hesperosaurus (=Stegosaurus mjosi)  |
|  |                                     |

|  | Dacentrurus |
|  |             |
|  | Miragaia    |
|  |             |

|  | Stegosaurus                                                                                                |
|  | |
|  | \| \| Wuerhosaurus (=Stegosaurus homheni) \| \| \| \| \| \| Hesperosaurus (=Stegosaurus mjosi) \| \| \| \| |
|  | |
|  | Wuerhosaurus (=Stegosaurus homheni)                                                                        |
|  | |
|  | Hesperosaurus (=Stegosaurus mjosi)                                                                         |
|  | |

|  | Wuerhosaurus (=Stegosaurus homheni) |
|  |                                     |
|  | Hesperosaurus (=Stegosaurus mjosi)  |
|  |                                     |

|  | Dacentrurus |
|  |             |
|  | Miragaia    |
|  |             |

|  | Stegosaurus                                                                                                |
|  | |
|  | \| \| Wuerhosaurus (=Stegosaurus homheni) \| \| \| \| \| \| Hesperosaurus (=Stegosaurus mjosi) \| \| \| \| |
|  | |
|  | Wuerhosaurus (=Stegosaurus homheni)                                                                        |
|  | |
|  | Hesperosaurus (=Stegosaurus mjosi)                                                                         |
|  | |

|  | Wuerhosaurus (=Stegosaurus homheni) |
|  |                                     |
|  | Hesperosaurus (=Stegosaurus mjosi)  |
|  |                                     |

|  | Dacentrurus |
|  |             |
|  | Miragaia    |
|  |             |

|  | Stegosaurus                                                                                                |
|  | |
|  | \| \| Wuerhosaurus (=Stegosaurus homheni) \| \| \| \| \| \| Hesperosaurus (=Stegosaurus mjosi) \| \| \| \| |
|  | |
|  | Wuerhosaurus (=Stegosaurus homheni)                                                                        |
|  | |
|  | Hesperosaurus (=Stegosaurus mjosi)                                                                         |
|  | |

|  | Wuerhosaurus (=Stegosaurus homheni) |
|  |                                     |
|  | Hesperosaurus (=Stegosaurus mjosi)  |
|  |                                     |

|  | Dacentrurus |
|  |             |
|  | Miragaia    |
|  |             |

|  | Stegosaurus                                                                                                |
|  | |
|  | \| \| Wuerhosaurus (=Stegosaurus homheni) \| \| \| \| \| \| Hesperosaurus (=Stegosaurus mjosi) \| \| \| \| |
|  | |
|  | Wuerhosaurus (=Stegosaurus homheni)                                                                        |
|  | |
|  | Hesperosaurus (=Stegosaurus mjosi)                                                                         |
|  | |

|  | Wuerhosaurus (=Stegosaurus homheni) |
|  |                                     |
|  | Hesperosaurus (=Stegosaurus mjosi)  |
|  |                                     |

|  | Dacentrurus |
|  |             |
|  | Miragaia    |
|  |             |

|  | Stegosaurus                                                                                                |
|  | |
|  | \| \| Wuerhosaurus (=Stegosaurus homheni) \| \| \| \| \| \| Hesperosaurus (=Stegosaurus mjosi) \| \| \| \| |
|  | |
|  | Wuerhosaurus (=Stegosaurus homheni)                                                                        |
|  | |
|  | Hesperosaurus (=Stegosaurus mjosi)                                                                         |
|  | |

|  | Wuerhosaurus (=Stegosaurus homheni) |
|  |                                     |
|  | Hesperosaurus (=Stegosaurus mjosi)  |
|  |                                     |

|  | Dacentrurus |
|  |             |
|  | Miragaia    |
|  |             |

|  | Stegosaurus                                                                                                |
|  | |
|  | \| \| Wuerhosaurus (=Stegosaurus homheni) \| \| \| \| \| \| Hesperosaurus (=Stegosaurus mjosi) \| \| \| \| |
|  | |
|  | Wuerhosaurus (=Stegosaurus homheni)                                                                        |
|  | |
|  | Hesperosaurus (=Stegosaurus mjosi)                                                                         |
|  | |

|  | Wuerhosaurus (=Stegosaurus homheni) |
|  |                                     |
|  | Hesperosaurus (=Stegosaurus mjosi)  |
|  |                                     |

|  | Dacentrurus |
|  |             |
|  | Miragaia    |
|  |             |

|  | Stegosaurus                                                                                                |
|  | |
|  | \| \| Wuerhosaurus (=Stegosaurus homheni) \| \| \| \| \| \| Hesperosaurus (=Stegosaurus mjosi) \| \| \| \| |
|  | |
|  | Wuerhosaurus (=Stegosaurus homheni)                                                                        |
|  | |
|  | Hesperosaurus (=Stegosaurus mjosi)                                                                         |
|  | |

|  | Wuerhosaurus (=Stegosaurus homheni) |
|  |                                     |
|  | Hesperosaurus (=Stegosaurus mjosi)  |
|  |                                     |

## Paleobiología

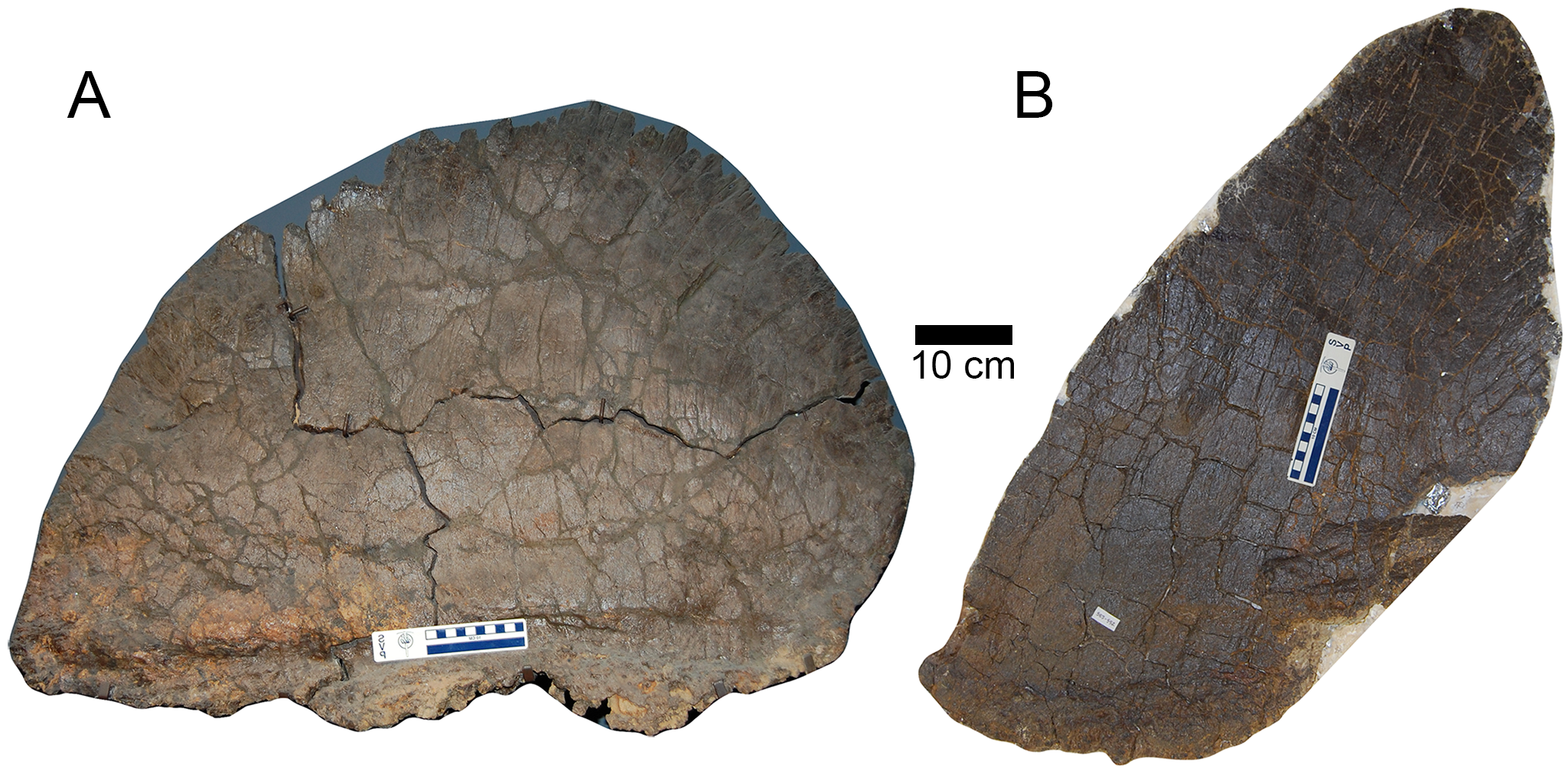
Morfos de las placas

En 2015, un estudio de Evan Thomas Saitta basado en los hallazgos en la Cantera JRDI 5ES concluyó que el Hesperosaurus mostraba dimorfismo sexual . Las placas encontradas en la cantera venían en dos tipos, una más alta y otra más baja. Aunque las placas posteriores de los distintos individuos no estaban articuladas, Saitta logró ordenarlas en series cervicales, dorsales y caudales para cada tipo. Esto parecía mostrar que algunos individuos tenían placas altas exclusivamente, mientras que otros solo tenían placas anchas, lo que fue confirmado por muestras anteriores que también poseían placas de un tipo. Saitta sugirió que las placas altas tipificaban a las hembras, mientras que los machos estaban equipados con placas bajas. Los hallazgos del estudio fueron cuestionados por los paleontólogos Kevin Padian.y Kenneth Carpenter, aunque no se publicaron estudios científicos formales como refutación.